# Tênis nos Jogos Olímpicos de Verão de 2012
As competições de tênis nos Jogos Olímpicos de Verão de 2012 foram realizadas entre 28 de julho e 5 de agosto. A modalidade foi disputada no All England Lawn Tennis and Croquet Club (quadra de grama), mesmo local onde é disputado anualmente o Torneio de Wimbledon, com os torneios individuais e em duplas masculino e feminino e o retorno do torneio de duplas mistas.

## Calendário
| Julho/Agosto | 25 | 26 | 27 | 28 | 29 | 30 | 31 | 1 | 2 | 3 | 4 | 5 | 6 | 7 | 8 | 9 | 10 | 11 | 12 |
| ------------ | -- | -- | -- | -- | -- | -- | -- | - | - | - | - | - | - | - | - | - | -- | -- | -- |
| Tênis        |    |    |    |    |    |    |    |   |   |   | 2 | 3 |   |   |   |   |    |    |    |

|  | Dia de competição |  | Dia de final |

## Distribuição de pontos
A distribuição de pontos para os rankings da Associação de Tênis Profissional (ATP) e da Associação de Tênis Feminino (WTA), respectivamente, relativo apenas as competições de simples nos Jogos Olímpicos de 2012, está listado abaixo.
| Modalidade        | Medalha de ouro | Medalha de prata | Medalha de bronze | Quarto lugar | Quartas de final | Rodada de 16 | Rodada de 32 | Rodada de 64 |
| ----------------- | --------------- | ---------------- | ----------------- | ------------ | ---------------- | ------------ | ------------ | ------------ |
| Simples masculino | 750             | 450              | 340               | 270          | 135              | 70           | 35           | 5            |
| Simples feminino  | 685             | 470              | 340               | 260          | 175              | 95           | 55           | 1            |

## Medalhistas
Masculino
| Evento           | Ouro                                    | Prata                                        | Bronze                                      |
| ---------------- | --------------------------------------- | -------------------------------------------- | ------------------------------------------- |
| Simples detalhes | Andy Murray GBR Grã-Bretanha            | Roger Federer SUI Suíça                      | Juan Martín del Potro ARG Argentina         |
| Duplas detalhes  | Bob Bryan Mike Bryan USA Estados Unidos | Michael Llodra Jo-Wilfried Tsonga FRA França | Julien Benneteau Richard Gasquet FRA França |

Feminino
| Evento           | Ouro                                              | Prata                                                | Bronze                                   |
| ---------------- | ------------------------------------------------- | ---------------------------------------------------- | ---------------------------------------- |
| Simples detalhes | Serena Williams USA Estados Unidos                | Maria Sharapova RUS Rússia                           | Victoria Azarenka BLR Bielorrússia       |
| Duplas detalhes  | Serena Williams Venus Williams USA Estados Unidos | Andrea Hlaváčková Lucie Hradecká CZE República Checa | Maria Kirilenko Nadia Petrova RUS Rússia |

Misto
| Evento          | Ouro                                          | Prata                                     | Bronze                                     |
| --------------- | --------------------------------------------- | ----------------------------------------- | ------------------------------------------ |
| Duplas detalhes | Victoria Azarenka Max Mirnyi BLR Bielorrússia | Laura Robson Andy Murray GBR Grã-Bretanha | Lisa Raymond Mike Bryan USA Estados Unidos |

## Quadro de medalhas

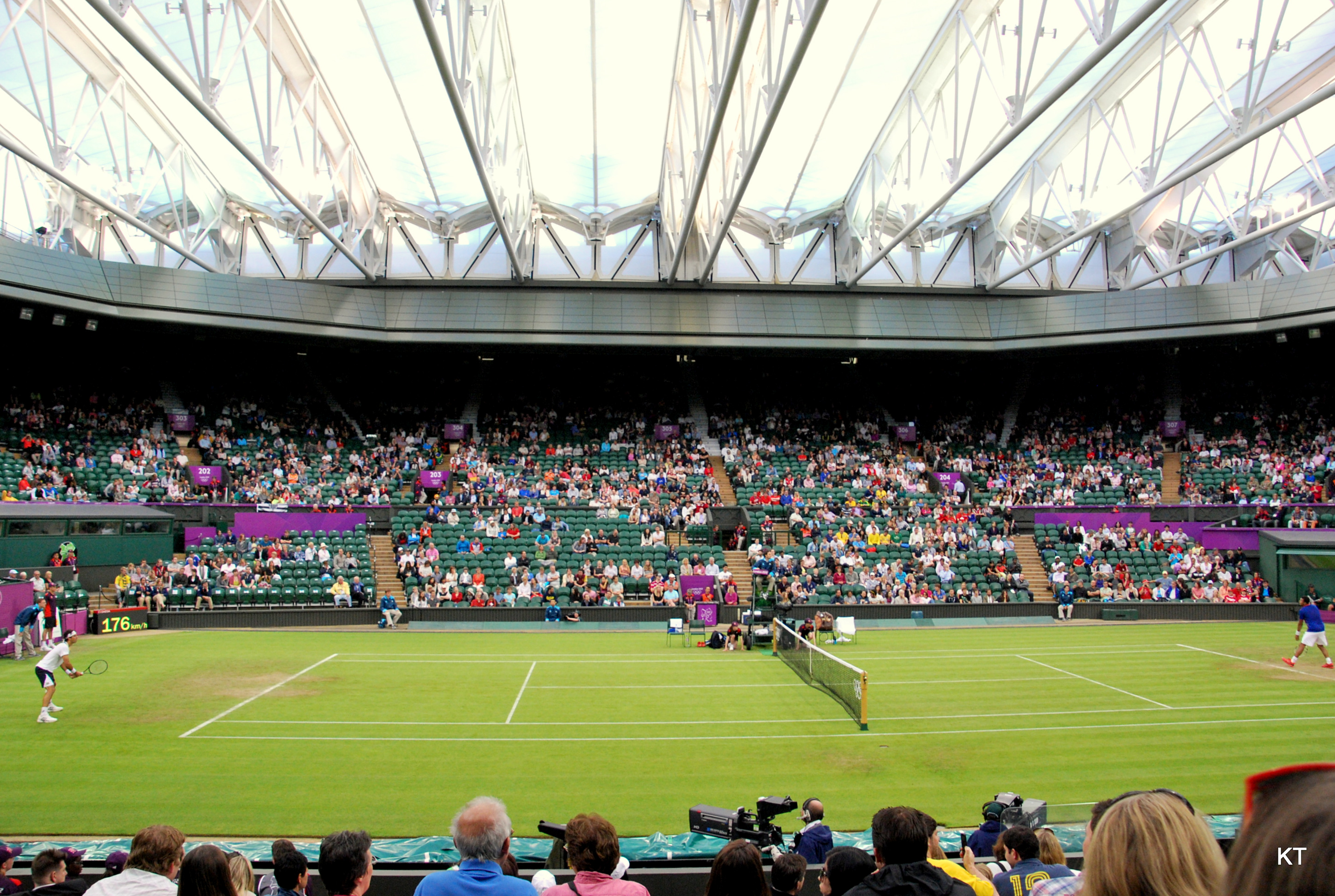
Quadra Central de Wimbledon durante a disputa dos Jogos.

| Ordem | País                | Medalha de ouro | Medalha de prata | Medalha de bronze |    | Ordem por total |
| ----- | ------------------- | --------------- | ---------------- | ----------------- | -- | --------------- |
| 1     | USA Estados Unidos  | 3               |                  | 1                 | 4  | 1               |
| 2     | GBR Grã-Bretanha    | 1               | 1                |                   | 2  | 2               |
| 3     | BLR Bielorrússia    | 1               |                  | 1                 | 2  | 2               |
| 4     | FRA França          |                 | 1                | 1                 | 2  | 2               |
|       | RUS Rússia          |                 | 1                | 1                 | 1  | 5               |
| 6     | CZE República Checa |                 | 1                |                   | 1  | 5               |
|       | SUI Suíça           |                 | 1                |                   | 1  | 5               |
| 8     | ARG Argentina       |                 |                  | 1                 | 1  | 5               |
| TOTAL | TOTAL               | 5               | 5                | 5                 | 15 | —               |